# Zsoldos Árpád (ornitológus)
Zsoldos Árpád (Budapest, 1951) magyar ornitológus, Chernel István-emlékérmes és Brellos Tamás díjas környezeti nevelő, madárhanggyűjtő.

## Élete
Budapesten született és ott is nőtt fel. Családjával tíz éves koráig a budai Vár oldalában lakott, ahol akkoriban még sok volt a beépítetlen telek, gondozatlan zöldterület, ezeken a grundokon kezdett ismerkedni a természet élőlényeivel. Komolyabban 1972-ben kezdett madármegfigyeléssel foglalkozni, 1974-ben pedig alapító tagja volt az akkor létrejött Magyar Madártani Egyesületnek (MME, az 1980-as évek vége óta viselt nevén Magyar Madártani és Természetvédelmi Egyesület).
Nevéhez fűződik az egyesület keretei között létrejött, a fiatalok ornitológiai és természetismereti nevelése, s ezáltal a szakember-utánpótlás biztosításának elősegítése érdekében életre hívott madarász suli, illetve madarász ovi program kezdeményezése. A több éves időtartamra felépített programoknak nemcsak a kidolgozásában volt kiemelkedő része, de évtizedeken keresztül az ilyen kurzusok vezetéséből is részt vállalt.
Madármegfigyelőként egyik legfontosabb eredménye a kucsmás poszáta első hivatalos észlelése volt Magyarország jelenlegi határain belül, 1979-ben.
2001-ben a Kiskunság középső-déli részén, Kalocsától 15 kilométerre – Homokmégy határában – feleségével együtt egy tanyát vásárolt, ahol nem sokkal később juhtartással kezdtek foglalkozni. Az induló nyájat öt merinói anyajuh és egy kos adta, ám rendre azzal szembesültek, hogy a szaporulatot nehéz továbbtartásra értékesíteni, mert a vásárlók elsősorban étkezési célból, vágásra keresték ezeket az állatokat.
Ezt követően döntöttek úgy, hogy kimondottan hobbiállatként tartható juhfajtával foglalkoznak tovább, így esett a választásuk a svájci eredetű, idehaza azelőtt alig ismert wallisi feketeorrú fajtára. 2013-2014 telén egy Ausztriában beszerzett tenyészpárral alapították meg wallisi fajtahonosító törzstenyészetüket, s meglepetésükre rövid időn belül érdeklődők sora kezdte keresni őket, vásárlási szándékkal, nemcsak európai, de jóval távolabbi országokból is. A tenyészet később Ipolydamásdra költözött át, 2020-ban már ott működött.
A már nyugdíjas éveit töltő szakember életét és munkásságát mutatja be a Filmdzsungel Árpi bácsi fiókái című filmje.

## Fő művei
- A tabáni tanösvény (Kerényi-Nagy Viktorral és Farkas Noémi Barbarával). Budapest, 2014.
- Egy csókafióka története

## Elismerései
- Chernel István-emlékérem (1999)
- Brellos Tamás díj (2005)

## Magánélete
Felesége Rábai Hedvig, aki nyugdíjazása előtt a Színház- és Filmművészeti Egyetem rektori és kancellári titkára, szabadidejében pedig kutyatenyésztő volt; nyugdíjazását követően közösen fogtak juhtenyésztésbe. Gyermekük Zsoldos Márton festőművész, könyvillusztrátor.

## Külső hivatkozások
- Hangvadász blogoldala
- A wallisi juhtenyészetének bemutatkozó oldala
- Zsoldos Árpád – Filmdzsungel rövidfilmek
- Parabola mikrofon – Filmdzsungel rövidfilmek